# Bikovo
Bikovo (bulgariska: Биково) är ett distrikt i Bulgarien.   Det ligger i kommunen Obsjtina Sliven och regionen Sliven, i den centrala delen av landet, 240 kilometer öster om huvudstaden Sofia.
Trakten runt Bikovo består till största delen av jordbruksmark. Runt Bikovo är det ganska glesbefolkat, med 25 invånare per kvadratkilometer.